# Мичиган-рэп
Мичиганский рэп — региональный поджанр хип-хопа в США, включающий детройтский рэп, стиль, характеризующийся своим «духом аутсайдера».   Ключевой фигурой в становлении хип-хоп-сцены Мичигана и Среднего Запада является MC Breed.
В 2023 году журнал Rolling Stone описал мичиганский рэп как «региональный стиль интенсивных шуток и дурацких музыкальных клипов».